# Johann Stephan Gottfried Büsching
Johann Stephan Gottfried Büsching (né le 18 avril 1761 à Göttingen, mort le 23 avril 1833 à Berlin) est bourgmestre-gouverneur de Berlin de 1814 à 1832.

## Biographie

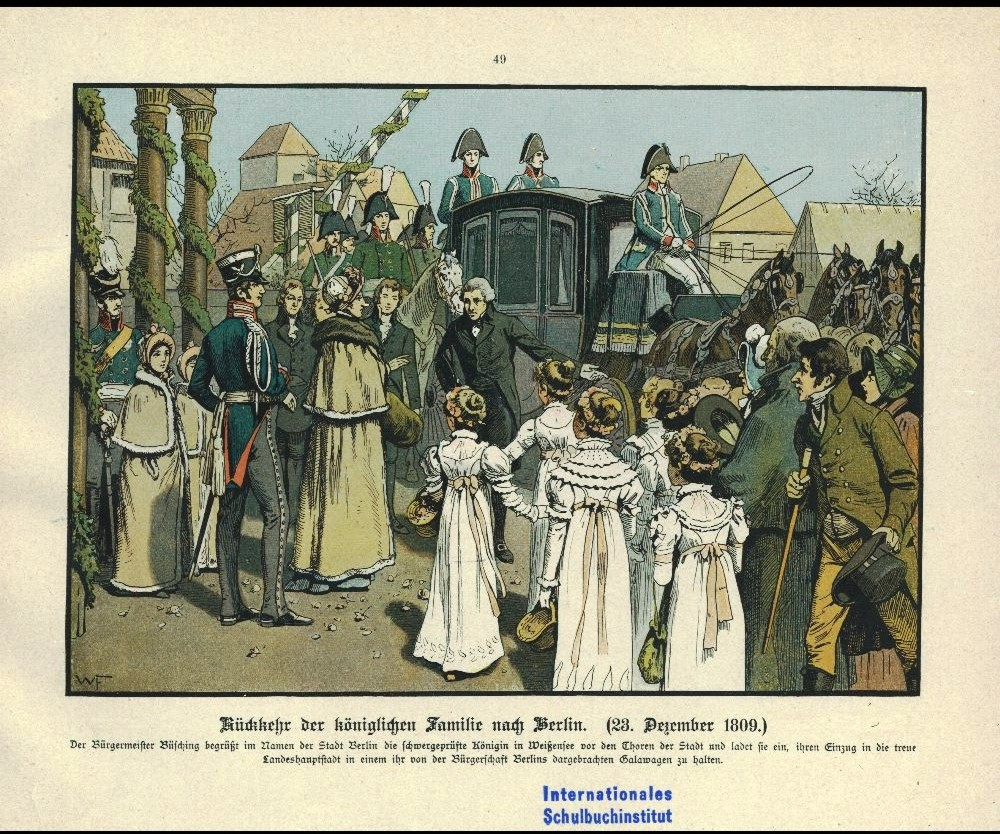
Johann Stephan Gottfried Büsching recevant Louise de Mecklembourg-Strelitz de retour à Berlin en 1809

Il est le fils du théologue et géographe Anton Friedrich Büsching, sa mère est la poétesse Christiana Büsching. Il a pour demi-frère Johann Gustav Gottlieb Büsching. Il passe ses premières années à Saint-Pétersbourg, où son père est le pasteur de la communauté luthérienne. Puis celui-ci devient en 1766 directeur du lycée berlinois du monastère franciscain. Un an plus tard, il entre dans l'école dirigée par son père. De 1779 à 1782, il étudie à Göttingen et Halle le droit et l'économie, notamment le caméralisme.
Il est nommé directeur de la Chambre de guerre et de domaine (de) à Gumbinnen en province de Prusse-Orientale puis président de la ville de Berlin en 1804. En 1806, lorsque les troupes françaises occupent Berlin, il est nommé par un Comité administratif à la tête de la police jusqu'en 1808.
En 1809, il est élu maire de Berlin à la place de Carl Friedrich Leopold von Gerlach, gravement malade. Après sa mort, il devient bourgmestre-gouverneur le 24 juin 1813 et prend ses fonctions l'année suivante.
Durant son mandat, il mène des réformes. La construction de la résidence royale, auparavant financée par l'État, est prise par la ville. Bisching doit conduire une nouvelle politique financière en devant réduire la dette et les dépenses tout en multipliant les taxes municipales, en particulier liées à la propriété. Par ailleurs, il doit faire face à l'expansion industrielle et l'exode rural, créant des services sociaux d'assistance. Il fonde des services médicaux et sociaux gratuits pour les pauvres ainsi que de l'éducation. Il échoue à mettre en place une Bourse du travail.
Durant les dernières années de son mandat, il semble plutôt absent, surtout au moment de la Révolution des tailleurs (de) en 1830.
Réélu à une large majorité en 1820 et en 1826, Johann Stephan Gottfried Büsching retrouve son poste en 1832 mais meurt l'année suivante à l'âge de 72 ans. Pour ses services à la ville, le roi Frédéric-Guillaume III de Prusse lui remet la médaille de seconde classe de l'Ordre de l'Aigle rouge.